# Fotballaget Fart
Il Fotballaget Fart, citato anche come FL Fart o semplicemente Fart, è una società calcistica norvegese con sede a Vang, nel comune di Hamar, contea di Innlandet, attiva con formazioni di calcio maschile e femminile (kvinner).
Quest'ultima, istituita nel 1982, è quella maggiormente nota grazie alla partecipazione alla 1. divisjon, secondo livello del campionato norvegese femminile di calcio, e per aver giocato in Toppserien, il livello di vertice del campionato, nelle stagioni 2008 e 2012, tornandovi per la stagione 2019. Thorstein Helstad attaccante, e Kristin Bekkevold, ex difensore, rispettivamente nelle nazionali norvegesi maschile e femminile, hanno qui iniziato la loro carriera.

## Palmarès
- Campionato norvegese femminile di seconda divisione: 2

2007, 2018